# Кандалинское сельское поселение
Кандали́нское се́льское поселе́ние — муниципальное образование в составе Старомайнского района Ульяновской области. Административный центр — село Большая Кандала. 

## Население
| 2010  | 2012  | 2013  | 2014  | 2015  | 2016  | 2017  |
| ----- | ----- | ----- | ----- | ----- | ----- | ----- |
| 2562  | ↘2491 | ↘2460 | ↘2409 | ↘2365 | ↘2297 | ↘2258 |
| 2018  | 2019  | 2020  | 2021  |       |       |       |
| ↘2164 | ↘2072 | ↘2037 | ↘1831 |       |       |       |

## Состав сельского поселения
В состав поселения входят 8 населённых пунктов: 5 сёл, 2 деревни и 1 посёлок.
| № | Населённый пункт   | Тип населённого пункта       | Население |
| - | ------------------ | ---------------------------- | --------- |
| 1 | Большая Кандала    | село, административный центр | ↘778      |
| 2 | Ертуганово         | село                         | ↘269      |
| 3 | Кологреевка        | деревня                      | ↘0        |
| 4 | Лесная Поляна      | посёлок                      | 281       |
| 5 | Лесное Никольское  | село                         | ↘424      |
| 6 | Малая Кандала      | село                         | ↘488      |
| 7 | Сартоновка         | деревня                      | ↘0        |
| 8 | Старое Рождествено | село                         | ↘322      |